# 김길봉
김길봉(金吉琫, 1943년 5월 27일, 전라남도 여수시 소라면 ~ )은 대한민국의 제5대 전라남도의원이다.

## 학력
- 소라초등학교 졸업
- 검정고시
- 5년제 한국방송통신대학교 경제학과 학사 졸업

### 비학위 수료
- 호남대학교 경영행정대학원 졸업
- 샌프란시스코 주립대 경영대학원 수료
- 옥스포드대학 경영행정대학원 수료

## 경력
- 신한민주당 전라남도지부 대의원
- 평화민주당 전남도당 여천시·여천군 지구당 선거대책위원
- 민주당 중앙당 대의원
- 아시아·태평양 평화재단 후원회원
- 민주발전 동우회 회장
- 율촌중학교 육성회장
- 여천고등학교 육성회장
- 대한적십자사 여도지구 충무봉사회 회장
- 국제라이온스 앵무클럽 회원
- (유)신아건설 대표이사
- 전라남도 장애자 복지위원회 위원
- 1996.08 ~ 1998.06 제5대 전라남도의회 의원
- 1996.08 ~ 1998.06 전라남도의회 후반기 문교사회위원회 위원
- 1996.08 ~ 1998.06 전라남도의회 후반기 예산결산위원회 위원
- 21세기 환경문제연구소 이사장

## 역대 선거 결과
|  | 43.03% |

|  | 47.60% |

|  | 18.08% |